# Technomyrmex detorquens
Technomyrmex detorquens é uma espécie de formiga do gênero Technomyrmex.